# Požáry v Austrálii (2019–2020)
Sezóna požárů v Austrálii na přelomu let 2019 a 2020 (kdy je na jižní polokouli léto) zasáhla do ledna 2020 plochu 186 260 km², a to především v jihovýchodní části země (ve státech Victoria a Nový Jižní Wales). Během požárů bylo zničeno přes 2500 budov, vč. 1300 obytných domů a zemřelo 33 lidí, řada dalších byla nezvěstná. Požáry donutily vládu státu Nový Jižní Wales vyhlásit stav nouze a australskou armádu povolat rezervisty do boje s ohněm. Požárům předcházely rekordně vysoké teploty a sucho, které postihlo Austrálii.
Požáry se objevily již v letních měsících roku 2019 (tedy v době, kdy na jižní polokouli a v Austrálii panovala zima) a šířily se postupně do různých částí státu Nový Jižní Wales, především pobřeží, objevily se také na předměstí Sydney, největšího města země. Zaznamenáno jich bylo nejprve okolo stovky. Ve státě Victoria byla zasažena východní a jihovýchodní část území. Nemalá část požárů se uskutečnila na odlehlých místech a hasičské sbory se jim začaly věnovat až v prosinci 2019. Požáry také velmi vážně zasáhly stavy zvěře, uhořely tisíce volně žijících koal a dalších zvířat. 
V polovině listopadu bylo rozhodnuto o vyslání hasičů z odlehlejších částí Austrálie do Nového Jižního Walesu; 300 lidí vyslal např. stát Victoria na boj s ohněm. Ke konci měsíce dorazilo do zasažené části země 100 hasičů ze Západní Austrálie a teritoria hlavního města. V téže době australská vláda také rozhodla o zapojení letectva, které mohlo hasičům zajistit podporu. Požáry pomáhali hasit také hasiči z USA, Kanady a Nového Zélandu. 
Na přelomu prosince a ledna 2019 a 2020 si situace s požáry vynutila nasazení rezervistů australské armády. Kouř z požárů byl registrován i v Tasmánii a na Novém Zélandu. V některých australských městech způsobil rekordní hodnoty znečištění ovzduší. 
| Svazový stát Teritorium   | Mrtví | Zničená obydlí | Zasažená plocha (odhad) | Zasažená plocha (odhad) | Poznámky |
| Svazový stát Teritorium   | Mrtví | Zničená obydlí | hektary                 | akry                    | Poznámky |
| ------------------------- | ----- | -------------- | ----------------------- | ----------------------- | --- |
| Teritorium hlavního města | 1     | 0              | 379                     | 936                     | Žádné velké požáry přímo v Teritoriu. Kouř a zplodiny z velkých požárů v Novém Jižním Walesu však v Teritoriu způsobily nebezpečné znečištění ovzduší, což vedlo k jednomu úmrtí. |
| Nový Jižní Wales          | 24    | 2176           | 5 200 000               | 12 800 000              | Plocha: . Mrtví: . Obydlí: . Mezi mrtvé je započítána posádka požárního letadla, které havarovalo 23. ledna.                                                                      |
| Severní teritorium        | 0     | 5              | 6 800 000               | 16 800 000              | Plocha (převážně požáry vegetace, rozsahem se nevymykající běžnému ročnímu průměru): . Obydlí:                                                                                    |
| Queensland                | 0     | 48             | 2 500 000               | 6 180 000               | Plocha (včetně požárů vegetace): . Obydlí: . |
| Jižní Austrálie           | 3     | 151            | 490 000                 | 1 210 000               | Plocha: . Mrtví: . Obydlí: (Klokaní ostrov: 65) (Adelaide Hills: 86). |
| Tasmánie                  | 0     | 2              | 36 000                  | 89 000                  | Plocha: . Obydlí: |
| Victoria                  | 5     | 396            | 1 400 000               | 3 460 000               | Plocha: . Mrtví: . Obydlí:. |
| Západní Austrálie         | 0     | 1              | 2 200 000               | 5 440 000               | Plocha (včetně požárů vegetace): . Obydlí: |
| Celkem                    | 33    | 2779           | 18 626 000              | 46 000                  | Odhady zasažených ploch jsou platné k 14. lednu 2020; aktuální údaje mohou být vyšší.                                                                                             |

## Příčiny požárů
Austrálie je kontinent, který patří mezi nejvíce náchylné k přírodním požárům. Požáry buše jsou zde součástí přirozeného krajinného cyklu. K intenzitě požárů buše však mohou přispět faktory, jako jsou změna klimatu, povětrnostní situace a lidské zásahy do vegetace; nejničivějším požárům v australské historii obvykle předcházely extrémně vysoké teploty, nízká relativní vlhkost a silný vítr, jejichž kombinací vznikaly ideální podmínky pro rychlé šíření ohně. Vědcí a agentury pro obhospodařování půdy souhlasí s tím, že hlavními příčinami požárů v sezóně 2019–2020 bylo nadprůměrně vyschlé dřevo keřů, díky rekordním teplotám a suchu, doprovázené silně větrným počasím. Politická povaha krize vzniklá spolu s požáry a s ní souvisejících otázky však vedly také k šíření velkého množství dezinformací o příčinách požárů, k zanedbávání důvěryhodného vědeckého výzkumu, znaleckých posudků a předchozích vládních analýz.

### Vznik požárů – žhářství
Hlavní příčinou vznícení požárů během krize v letech 2019–20 ve státech Nový Jižní Wales a Victoria jsou údajně údery blesků. Žhářství, které bylo často médii prezentováno jako hlavní příčina, mělo podle ABC velmi malý dopad – do 18. ledna 2020 bylo příčinou asi 1 % požárů v NSW a 0,3 % požárů ve Viktorii.

### Sucho a teplota
Pravděpodobnou hlavní příčinou požárů bylo pokračující sucho ve východní Austrálii – nejzávažnější v historii některých oblastí zasažených požáry. Souběžně s poklesem srážek došlo k rekordnímu nárůstu průměrných měsíčních teplot; tato situace trvala 36 měsíců – až do října 2019. Kombinace tepla a sucha způsobila kritický nízký obsah vlhkosti v dřevu keřů, podle požárníků tato vyschnutí dřeva keřů vedlo k mimořádně vysokému nebezpečí požáru. Ačkoli Austrálie přirozeně zaznamenala vysokou variabilitu srážek a horká léta po tisíciletí, země zaznamenala od roku 1900 zvýšení průměrných ročních teplot o téměř 1,0 °C, od roku 1990 pokles průměrných srážek v jihovýchodní Austrálii s tím, nejhorší zaznamenaná sucha se vyskytují až v 21. století. Organizace vědeckého a průmyslového výzkumu Commonwealthu (CSIRO) uvedla, že díky předpokládané budoucí změně klimatu budou horké dny častější a ještě teplejší (velmi vysoká pravděpodobnost), a období sucha by měly v jižní Austrálii prodlužovat (vysoká pravděpodobnost). V říjnu 2019 prohlásil australský ministr vodních zdrojů David Littleproud, že plně uznává souvislost mezi změnou klimatu a suchem v Austrálii, jako někdo, kdo to zažil z první ruky.

### Změna klimatu
Odborníci na změnu klimatu a na požáry souhlasí s tím, že změna klimatu je faktor, o kterém je známo, že má za následek zvýšenou frekvenci a intenzitu požárů v jihovýchodní Austrálii, ačkoli nelze tvrdit, že je to jediná příčina požárů v sezóně 2019–2020; klimatická změna velmi pravděpodobné přispěla k nebývalému rozsahu a závažnosti požárů.  Krize vedla k výzvám k dalšímu boji proti klimatickým změnám. V prosinci 2019 byla australská klimatická politika hodnocena jako nejhorší na světě a celkově šestá nejhorší z 57 zemí hodnocených indexem výkonnosti v oblasti změny klimatu, přičemž Morrisonova vláda byla označena za „stále regresivnější sílu“.  Vláda Scotta Morrisona původně bagatelizovala vliv změny klimatu na požáry, předseda vlády nakonec připustil, že změna klimatu byla jedním z „mnoha faktorů“ a dodal, že Austrálie „hraje svou roli“ v mezinárodním úsilí proti změně klimatu. Morrisonova vláda byla silně kritizována za své cíle v oblasti snižování emisí do roku 2030. Několik členů vládnoucí liberální strany bylo mezinárodně kritizováno za popírání změny klimatu. Izraelská společnost Public Broadcasting Corporation, odvysílala velmi kritickou zpětnou vazbu od posluchačů po vyslání rozhovoru, v němž bývalý liberální premiér Tony Abbott řekl, že svět je „v sevření klimatického kultu“.  Také generální ředitel Rady malých podniků v Austrálii kritizoval vládu a uvedl, že „ve vládě jsou lidé, kteří pevně věří, že neexistuje nic takového jako změna klimatu nebo že věří, že lidské bytosti nemají dopad na to a jsou neústupní.“

### Spory o příčiny požárů
Během krize tvrdili konzervativní politici a některá média, že příčinou požárů je nedostatečné preventivní vypalování; takové tvrzení bylo kritizováno a vyvráceno odborníky. V tomto duchu byly také šířeny pomluvy, že za krizi mohou environmentální skupiny, které bránily předepsanému vypalování, ačkoliv environmentální skupiny mají v Austrálii relativně zanedbatelnou politickou moc ve srovnání s liberálními a národními stranami. Navíc statistiky ukázaly, že v posledních letech došlo v jihovýchodní Austrálii k nárůstu ploch, na kterých bylo prováděno předepsané vypalování v návaznosti na doporučení odborné komise, která vznikla po tragických požárech v roce 2009. Odborníci ovšem poukázali na to, že vzhledem k nedávným teplejším a sušším podmínkám bylo obtížnější dosáhnout preventivního vypálení všech předepsaných ploch. Experti se také vyjádřili skepticky k účinnosti omezování hořlavého dřeva preventivními požáry a citovali výzkum, který naznačuje, že předepsané vypalování má jen malou účinnost při omezování požárů v buši a při ochraně majetku v jihovýchodní Austrálii a zdůraznili, že primární vliv mají klimatické a povětrnostní podmínky.
Účinek předchozího předepsaného vypalování na zpomalení australských požárů v letech 2019–2020 a jeho role při úsilí o potlačení požárů zůstává nejasné, ačkoliv v mnoha případech byly požáry prostoupily i přes vyčištěnou zemědělskou půdu a také přes lesy, který byly nedávno zasaženy neplánovaným a plánovaným vypalováním – jako příčiny byly uvedeny extrémní povětrnostní podmínky a vyschlost vegetace.  Takto byla výrazně požáry poškozena velká oblast Národního parku Morton, ačkoliv zde v roce 2017 proběhlo rozsáhlé preventivní vypalování. V souvislosti s předepsaným vypalováním prohlásil profesor pyrogeografie a požární vědy David Bowman:  „Jsou to velmi únavné a velmi staré konspirační teorie, které se rozběhnou po většině velkých požárů.  Tyto konspirační teorie jsou zjevným pokusem odklonit konverzaci daleko od změny klimatu“. Navzdory důkazům, které naznačují, že množství hořlavého dřeva hrálo v australských požárech 2019–2020 minimální roli, existují výzvy k otevření australských chráněných území průmyslu, zejména těžbě dřeva a pasení, ke snížení množství objemu dřeva v lesích, přičemž tyto výzvy dosud vycházely hlavně od jednotlivců a od podniků, které mají zájmy v těchto odvětvích a tyto výzvy vedly k šíření velkého množství dezinformací.

## Odezva
Dne 4. ledna 2020 česko-australský architekt Jiří Lev založil organizaci Architects Assist zastupující více než 600 australských architektonických firem poskytujících své služby pro bono jednotlivcům a komunitám zasaženým lesními požáry (společně s přibližně 1500 dobrovolníky - studenty architektury).